# Burgruine Treffelstein
Die Burgruine Treffelstein, auch Drachenturm genannt, ist die Ruine einer Höhenburg auf einem 523 Meter hohen Felsen (Burgstraße/Am Drachenturm) in Treffelstein im Landkreis Cham in Bayern. Die Anlage ist unter der Aktennummer D-3-72-165-4  als denkmalgeschütztes Baudenkmal von Treffelstein verzeichnet. Ebenso wird sie als Bodendenkmal unter der Aktennummer D-3-6541-0009 im Bayernatlas als „archäologische Befunde im Bereich der mittelalterlichen Burgruine Treffelstein“ geführt.

## Geschichte
Unklar ist es ob die Nennung des Heinrich von Treuenstein 1290 im Zusammenhang mit der der Burg Treffelstein steht. 1315 ist Ruger de Dreuenstein, vermutlich ein Sohn des erstgenannten, der erste gesicherte Besitzer der Burg. Diese Herren waren entweder Ministerialen der Schwarzenburger oder der bayerischen Herzöge.
Unter Leuchtenberger Herrschaft ist die Burg ab 1336. Als Dienstmannen werden Heinrich, Jacob und Hilprant Treffelsteiner genannt. Ab 1400 ist die Burg im Besitz des lokalen Adels der Paulsdorfer, der Nothafft zu Runding und der Satzenhofer und 1509 verkauft Heinrich Guttensteiner zu Schwarzenburg den Treffelstein an die Pfalz und wird 1530 an Hans Fuchs zu Schneeberg verpfändet. 1634 wurde die Burg von Schweden zerstört und nach einem Brand 1695 aufgegeben.

## Beschreibung

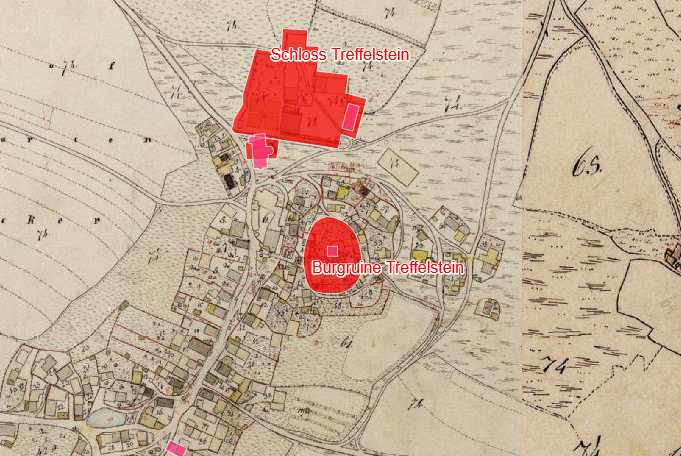
Lageplan der Burgruine Treffelstein und des Schlosses Treffelstein auf dem Urkataster von Bayern

Von der ehemaligen Burganlage ist auf der höchsten Stelle des Burgfelsens nur noch der runde heute noch 15 Meter hohe Bergfried (Drachenturm) aus Bruchsteinmauerwerk mit einem Durchmesser von 6,5 Metern und einer Mauerstärke von 2,5 Metern erhalten. Die Treppe des nach Süden gerichteten 10 Meter hoch gelegenen Eingangs ist aus neuerer Zeit. Der Turm kann nach Voranmeldung als Aussichtsturm bestiegen werden und bietet einen guten Rundblick in die Umgebung.